# Метрика Васерштейна
Метрика Васерштейна — естественная метрика на пространстве вероятностных мер в метрическом пространстве.
Интуитивно, если каждая мера измеряет распределение «грунта» по метрическому пространству М,
то расстояние Васерштейна измеряет минимальную стоимость преобразования одного распределения грунта в другое,
в простейшем случае предполагается,
что стоимость прямо пропорциональна количеству грунта и расстоянию, на которое его надо перетащить.
Название «метрика Васерштейна» было предложено Добрушиным в 1970 году,
в честь Леонида Васерштейна (англ. Leonid Vaseršteĭn), который рассматривал её в 1969 году.

## Определение
Пусть (M, d) — метрическое пространство,
для которого каждая вероятностная мера на М является мерой Радона.
Для р ≥ 1, пусть Рp(М) обозначает совокупность всех вероятностных мер μ на M с конечным p-м моментом:
то есть для некоторой (а значит и для любой) точки х0 в М, имеем
{\displaystyle \int _{M}d(x,x_{0})^{p}\,\mathrm {d} \mu (x)<+\infty .}
Тогда p-я метрика Васерштейна Wр(μ,ν) между двумя вероятностными мерами μ и ν в Рp(М) определяется как
{\displaystyle W_{p}(\mu ,\nu ):=\left(\inf _{\gamma \in \Gamma (\mu ,\nu )}\int _{M\times M}d(x,y)^{p}\,\mathrm {d} \gamma (x,y)\right)^{1/p},}
где Γ(μ, ν) обозначает совокупность всех мер по M × M с маргинальными (частными) распределениями μ и ν для первого и второго параметров соответственно.
(Множество мер Γ(μ, ν) также называют совокупность всех спариваний μ с ν.)

## Свойства
- Сходимость в этой метрике {\displaystyle W_{p}} эквивалентна слабой сходимости мер плюс сходимость первого p-го момента.
- Дуальное определение W1 является частным случаем теоремы двойственности Канторовича — Рубинштейна (1958): если μ и ν имеют ограниченный носитель, то
{\displaystyle W_{1}(\mu ,\nu )=\sup \left\{\int _{M}f(x)\,\mathrm {d} (\mu -\nu )(x)\right\},}

где супремум берётся по всем 1-липшицевым функциям f.
- Для любого p ≥ 1, метрическое пространство (Pp(М), Wр) является сепарабельным и полным, если (М, d) сепарабельно и полнo[1].